# Овијер ан Гатине
Овијер ан Гатине (фр. Auvilliers-en-Gâtinais) насеље је и општина у централној Француској у региону Центар (регион), у департману Лоаре која припада префектури Монтаржи.
По подацима из 2011. године у општини је живело 350 становника, а густина насељености је износила 16,98 становника/km². Општина се простире на површини од 20,61 km². Налази се на средњој надморској висини од 115 метара (максималној 126 m, а минималној 96 m).

## Демографија
| 1962. | 1968. | 1975. | 1982. | 1990. | 1999. | 2011. |
| ----- | ----- | ----- | ----- | ----- | ----- | ----- |
| 289   | 286   | 271   | 273   | 280   | 306   | 350   |

График промене броја становника у току последњих година